# Ливенская гармонь
Ли́венская гармо́нь, ливенка — местная разновидность русской гармони, появившаяся в г. Ливны Орловской губернии в 1870-е годы.

## Описание
Высота корпуса примерно в 3 раза превышает его ширину. Объём воздушной камеры небольшой, поэтому мех имеет большое количество складок (борин): 25—40 (на других видах гармоник в среднем около 14—16). Плечевые ремни отсутствуют.
Звучание гармони не зависит от направления движения меха. В правой клавиатуре 12—18 кнопок в одном ряду. Мелодия двух- или трёх- голосная (третий голос октавный). Строй цефаутной (церковной) гаммы:

На передней и задней стенке левого полукорпуса располагаются рычаги наружных клапанов. Аккомпанемент двухголосный октавный (т. н. «гудки»).

## История
Дореволюционные Ливны были известны своими гармошками
:322-324. Её прототип попал в Россию из Германии в 30-е годы XIX века. В 1860 году такие немецкие инструменты стали производить в Туле. Их особенностью был разный тон звука при раздвижении и собирании мехов. Нечто подобное осталось до сих пор у губных немецких гармошек. Когда по тульскому образцу решились открыть производство в Ливнах, то конструкцию гармони заметно переработали. Среди прочего тон звука перестал зависеть от направления движения мехов и вообще, фактически был создан новый оригинальный инструмент.
Первоначально ливенка была одноголосой. То есть, при нажатии на клавишу открывался один клапан и это приводило к возникновению одного звука. Позже появились двух- и даже трехголосые инструменты с различием по тонам в одну октаву.
Известно, что в конце XIX века гармонь изготавливалась лишь кустарным способом. Производство в основном было сосредоточено близ Ливен в деревнях Сосновке и Речице. Из мастеров до нашего времени дошли фамилии Занина, Тюрина, Нечаева. Хотя производство и было кустарным, широко использовалась подетальная специализация. Разные люди отдельно изготавливали клапана, планки, меха, корпуса и т. п. Эти части закупались мастерами-скрепщиками, которые инструмент не только собирали и настраивали, но и отделывали, сообразуясь со своим вкусом.
Несмотря на разделение труда, кустарная ливенка все равно стоила дорого. Так, в 1914 году её можно было купить за 22 рубля, тогда как корова стоила 24.
Популярность гармони постепенно стала настолько большой, что производство перестало успевать за спросом. Как следствие высокие цены привели к организации поточного, фабричного изготовления. Например, на Орловском велосипедном заводе, да и на ряде других предприятий России. Себестоимость быстро снизилась, и ливенская гармонь превратилась в чрезвычайно распространённый инструмент. Известна реклама Петроградской фабрики музыкальных инструментов, предлагавшей гармонь-ливенку в 1915 году по ценам от 2 рублей 50 копеек до 12 рублей в зависимости от сложности и размера.
Необходимо отметить, что ливенские кустари в этих условиях конкурировать не могли.
Но сама ливенка стала постоянной спутницей в радостях и бедах простого люда. И свадьбы, и похороны, и праздники, и уходы в армию или возвращения. Как раз о прощальных вечерах, уходивших на войну, писал в 1914 году Сергей Есенин:
По селу тропинкой кривенькой

В летний вечер голубой,

Рекрута ходили с ливенкой

Разухабистой гурьбой…

…По селу тропинкой кривенькой

Ободравшись о пеньки,

Рекрута играли в ливенку

Про остальние деньки.
Но жизнь не стояла на месте. Со временем появились баяны, мода на ливенки прошла и их производство стало угасать. Перед Великой Отечественной войной гармони в Ливнах делало всего два человека: Иван Занин и Петр Груднев. А после войны Д. В. Сопов.
В 1964 году сын Ивана Занина — Валентин решил организовать ансамбль «Ливенские гармошки». В Беломестном нашелся ливенский мастер Н. И. Нестеров со своим учеником К. Ф. Кудрявых. Они возобновили ремонт и настройку ливенок, а позже и изготовление. Эти инструменты стали базой созданного ансамбля.
Популярность ансамбля росла довольно быстро. В 1970 году он впервые получает приглашение в Москву на телефестиваль народного творчества. С 1975 года начались зарубежные гастроли.
Валентина Занина, в качестве руководителя, сменил Е. И. Москвин, а затем В. М. Демидов. Наше время существенно снизило концертную деятельность ансамбля. Но он по-прежнему существует, а вместе с ним и ливенская гармонь.